# Luis I de Baviera (duque)
Luis I, duque de Baviera (en alemán Ludwig I der Kelheimer, Herzog von Bayern, Pfalzgraf bei Rhein, Kelheim, 23 de diciembre de 1173-ib., 15 de septiembre de 1231) fue un duque de Baviera desde 1183 y Conde palatino del Rin (título que significaba ser elector del Sacro Imperio Romano) desde 1214. 

## Vida
Era hijo de Otón I de Wittelsbach y su esposa Inés de Loon. A la edad de diez años sucedió a su padre. Su madre y su tío Conrado de Wittelsbach administraron el gobierno hasta su mayoría de edad. Luis extendió el ducado de Baviera fundando numerosas ciudades, como Landshut en (1204), Straubing en (1218) y Landau an der Isar en (1224). 
Apoyó al emperador Otón IV, que confirmó el señorío hereditario de la familia Wittelsbach sobre Baviera. Sin embargo, en 1211 Luis se pasó al bando Hohenstaufen del emperador Federico II, que le premió con el título de Conde Palatino del Rin en 1214. Su hijo Otón II se casó con Inés del Palatinado, nieta del Duque Enrique el León y de Conrado de Hohenstaufen, heredando el Palatinado, que la familia Wittelsbach conservaría hasta 1918. Fue por entonces que se adoptó el símbolo heráldico del león en la familia. En 1221, Luis participó en la Quinta Cruzada, siendo capturado en Egipto por Al-Kamil, pero más tarde fue puesto en libertad. En 1225 Luis se hizo cargo de la tutela del joven rey Enrique. 
Fue asesinado en 1231 en un puente de Kelheim, un crimen nunca aclarado, dado que el asesino fue inmediatamente linchado. Por este suceso la familia le tuvo aversión a la ciudad de Kelheim que perdió su estatus como una de las residencias ducales. Fue enterrado en la Abadía de Scheyern.

## Matrimonio y descendencia
Luis se casó en octubre de 1204 en Kelheim con Ludmila de Bohemia, hija del duque Federico de Bohemia. De este matrimonio nació:
- Otón II (7 de abril de 1206 - 29 de noviembre de 1253), el próximo duque de Baviera.